# Myodes californicus
Myodes californicus е вид бозайник от семейство Хомякови (Cricetidae).

## Разпространение
Видът е разпространен в САЩ (Калифорния и Орегон).